# Anaí Rosa
Anaí Rosa (Apiaí, SP) é uma cantora e instrumentista brasileira. Em 2019, seu álbum Anaí Rosa Atraca Geral Pereira foi indicado ao Grammy Latino de Melhor Álbum de Samba/Pagode de 2019.

## Discografia
- 2004 - Influências
- 2010 - Samba Comigo
- 2018 - Anaí Rosa Atraca Geraldo Pereira